# Whitsbury

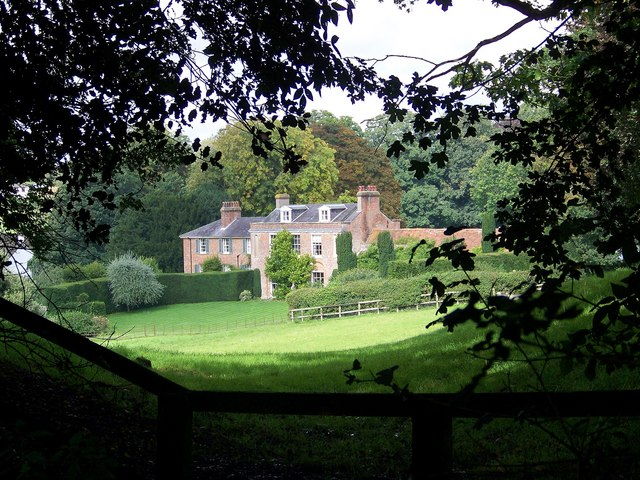
The Glebe House.

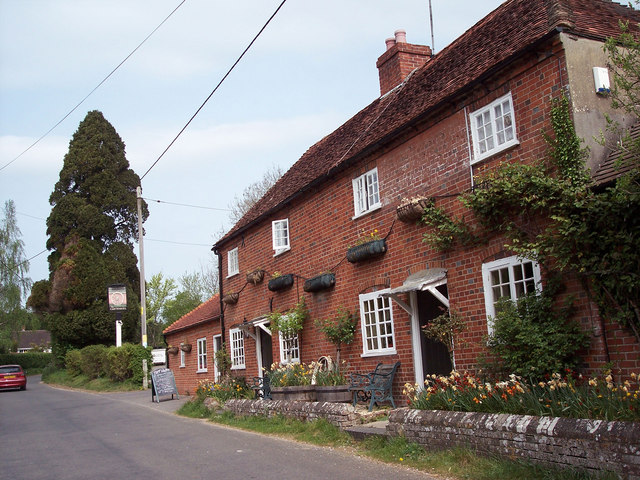
The Cartwheel inn.

Whitsbury est un village situé dans le district de New Forest et le comté du Hampshire, en Angleterre.

## Vue d'ensemble
La localité fait partie du groupe de villages au bord de Cranborne Chase and West Wiltshire Downs, classés « Zone de beauté naturelle exceptionnelle » ((en) Area of Outstanding Natural Beauty, AONB, European Landscape Convention).
Le village de Whitsbury se compose d’une rue aux maisons à colombages et à toit de chaume.
La paroisse était à l'origine dans le comté du Wiltshire mais a été transférée dans celui du Hampshire en 1895.
Plusieurs tumuli sont visibles à Whitsbury Down et un hillfort (colline fortifiée), connu sous le nom de Whitsbury Castle, surplombe le village.
La terre s'élève généralement du sud au nord, atteignant une hauteur de 120 mètres au château de Whitsbury.
Whitsbury Wood et Whitsbury Common se trouvent à l'est et au sud du village.
L'église de Saint-Léonard, construite au XIVe siècle, a été modifiée et restaurée à la fin du XIXe siècle.
La seule auberge du village est l'auberge Cartwheel.
Un magasin, un petit bureau de poste et une école de village se trouvaient juste au sud de Major's Farm. L'école a été démolie dans les années 1950.
L'emploi est basé sur l'élevage équin et l'agriculture. Quatre grands terrains d'écuries de course sont implantés sur les lieux.
Cette réalisation a permis à Whitsbury de conserver une activité perdue dans de nombreux autres villages et communautés.
William Hill, célèbre dans le monde des paris, a possédé un haras à Whitsbury, il  est enterré dans le cimetière.
Le cheval de course vainqueur de la Gold Cup, Desert Orchid, (Dessie) (1979-2006), a été formé à Whitsbury.

## Histoire
Whitsbury ne figure pas dans le Domesday Book de 1086 ; il a parfois été confondu avec Witeberge listé dans les folios du Wiltshire, mais Witeberge est généralement confondu avec  Woodborough,,.
Le nom de Whitsbury, enregistré sous le nom de Wiccheberia au XIIe siècle, pourrait signifier "fort du wych elm". Le mot "burh" est probablement le fort.
Whitsbury a été dit en 1274–1750 avoir appartenu aux rois d'Angleterre jusqu'au temps d'Henri Ier qui l'a ensuite accordé à l'abbaye de Reading.
Une autre source, un peu plus tardive, déclare qu'Henry Ier avait donné le manoir à Godefroi de Vilur, et c’est lui qui l’a transféré à l’abbaye. Le manoir appartenait certainement à l’abbaye du temps d'Henri Ier, qui lui confirma l'église et le terrain de Whitsbury ayant appartenu au moine Ingram, et les rois ultérieurs ajoutèrent des confirmations similaires.
En 1222, l'abbé de Reading obtient un don de vingt chênes de la New Forest pour réparer ses maisons à Whitsbury .
Après la dissolution des monastères, le site du manoir fut loué à Anthony Cotes, le locataire de l'abbé, en 1540 pour vingt et un ans. Cinq ans plus tard, le manoir lui-même fut accordé à Richard Morrison. Il mourut en 1556, laissant un fils et héritier Charles, qui fut remplacé en 1599 par son fils Sir Charles Morrison, devenu baronnet en 1611.
Ce dernier vendit le manoir en 1623 à Sir John Cooper, 1er baronnet de Rockbourne. À partir de cette année, la propriété suivit le même sort que Rockbourne.

## Whitsbury Castle

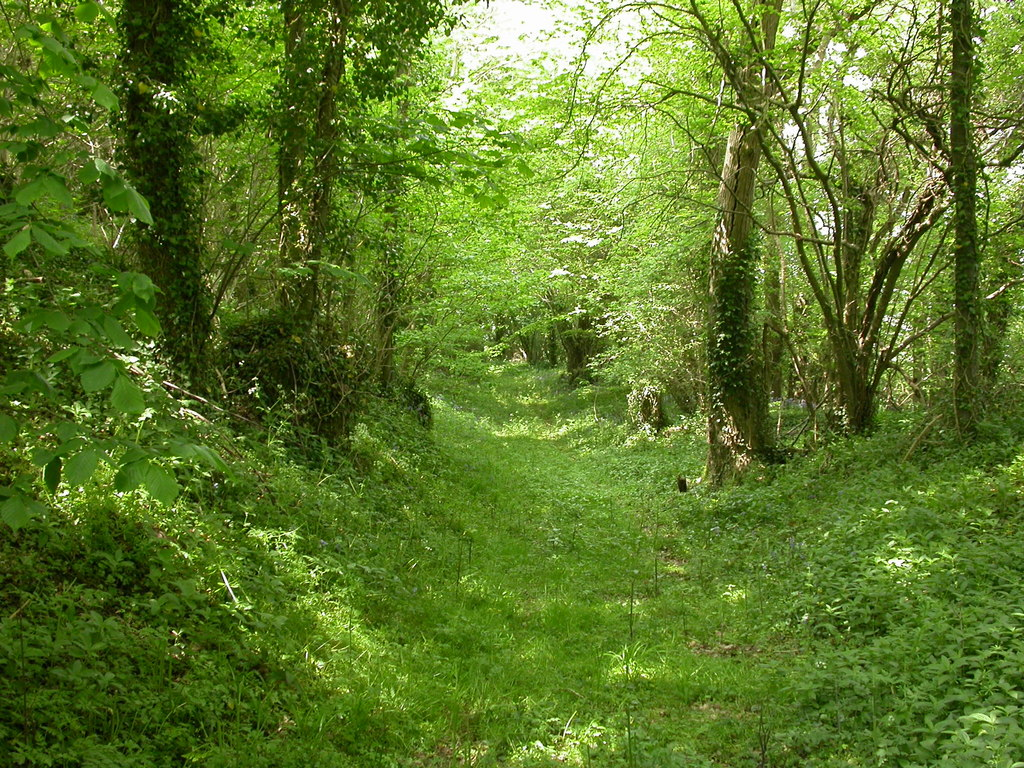
Le fossé le plus excentré de Whitbury Castle.

Whitsbury Castle (également connu sous le nom de Castle Ditches et Whitsbury Camp) couvre 16 acres (6,5 ha). C'est une colline fortifiée (un forthill).
Il possède deux grands remparts avec des fossés extérieurs et des élévations de terres sur la moitié nord. Quelques parties des éléments de protection et l'entrée ont été détruits pour faire place à un manoir post-médiéval, Glebe House.